# Hinrich Holsten
 Hinrich Holsten  (* 29. Januar 1902 in Bötersen, Kreis Rotenburg; † 9. August 1970 in Rotenburg (Wümme)) war  ein deutscher Politiker (CDU) und Abgeordneter des Niedersächsischen Landtages.

## Leben
Holsten besuchte die Mittelschule in Rotenburg, die Oberrealschule in Bremen und dann die höhere Landwirtschaftsschule in Hildesheim. 1928 übernahm er den väterlichen Betrieb. Von 1944 bis 1945 war er zum Kriegsdienst beim Heer einberufen. 
Er war mehrere Jahre in den Vorständen landwirtschaftlicher Genossenschaften tätig. Dazu gehörten die Mitgliedschaft im Gesamtpräsidium des Deutschen Bauernverbandes und der Vorsitz der Deutschen Kartoffelunion in Bonn. Weiterhin war er Vorsitzender der Arbeitsgemeinschaft der Herdbuchgesellschaften in Niedersachsen, Vorsitzender der Verkaufsvereinigung Hannoverscher Züchterverbände in Lehrte und Vorsitzender des Kreisvereins Rotenburg des Niedersächsischen Landvolkes. Hinrich Holsten starb am 9. August 1970 in Rotenburg/Wümme.

## Politik
Holsten war Mitglied des ernannten Niedersächsischen Landtages vom 9. Dezember 1946 bis zum 28. März 1947 und anschließend Mitglied des Niedersächsischen Landtages von der ersten bis zur fünften Wahlperiode vom 20. April 1947 bis zum 5. Juni 1967. 
Vom 28. März 1951 bis zum 5. Mai 1959 gehört er zur DP/CDU-Fraktion.

## Ehrungen
- 1966: Großes Verdienstkreuz der Bundesrepublik Deutschland

## Quelle
- Barbara Simon: Abgeordnete in Niedersachsen 1946–1994. Biographisches Handbuch. Hrsg. vom Präsidenten des Niedersächsischen Landtages. Niedersächsischer Landtag, Hannover 1996, S. 171.

| Personendaten    | Personendaten                  |
| ---------------- | ------------------------------ |
| NAME             | Holsten, Hinrich               |
| KURZBESCHREIBUNG | deutscher Politiker (CDU), MdL |
| GEBURTSDATUM     | 29. Januar 1902                |
| GEBURTSORT       | Bötersen                       |
| STERBEDATUM      | 9. August 1970                 |
| STERBEORT        | Rotenburg (Wümme)              |